# Anomalosiphum murphyi
Anomalosiphum murphyi är en insektsart. Anomalosiphum murphyi ingår i släktet Anomalosiphum och familjen långrörsbladlöss. Inga underarter finns listade i Catalogue of Life.